# Cuñados
Cuñados é um filme galego do género comédia, realizado por Toño López e escrito por Araceli Gonda. Foi protagonizado por Xosé A. Touriñán, Miguel de Lira e Federico Pérez Rey, e estreou-se a 9 de abril de 2021. O filme arrecadou uma receita de 304 856,41 euros, tendo 55 799 espetadores.

## Sinopse
Para conseguir dinheiro rapidamente, dois cunhados sequestram o cunhado de uma empresária que os traiu. No entanto, a empresária não tem intenção de pagar o resgate do seu parente.

## Elenco
- Xosé A. Touriñán como Sabonis
- Miguel de Lira como Eduardo
- Federico Pérez Rey como Modesto
- Eva Fernández como Mati
- Iolanda Muíños como Cuca
- María Vázquez como Peque
- Mela Casal como Aurelia